# 十七条宪法
十七条宪法（日语：〔〕／ Jūshichijō Kenpō，亦称宪法十七条）是由圣德太子于推古天皇12年旧历4月3日（公元604年5月6日）颁布的法典，为日本首部成文法。关于该法典的记载见于《日本书纪》和《圣德太子传历》中，二书皆记载条目由圣德太子亲自撰写。《日本书纪》中所录全文共有法条17条，该法内容融合儒家、佛教及法家思想为一体，为飞鸟时代的官僚贵族阶层（即豪族）提出了一系列道德准则与规范。但针对该法的真实性，在学界一直存在着诸多质疑。

## 内容

### 汉文原文
夏四月丙寅朔戊辰、皇太子親肇作憲法十七條。

一曰、以和爲貴、無忤爲宗。人皆有黨。亦少達者。是以、或不順君父。乍違于隣里。然上和下睦、諧於論事、則事理自通。何事不成。

二曰、篤敬三寶。々々者佛法僧也。則四生之終歸、萬國之極宗。何世何人、非貴是法。人鮮尤惡。能敎從之。其不歸三寶、何以直枉。

三曰、承詔必謹。君則天之。臣則地之。天覆地載。四時順行、萬氣得通。地欲覆天、則至壞耳。是以、君言臣承。上行下靡。故承詔必慎。不謹自敗。

四曰、群卿百寮、以禮爲本。其治民之本、要在乎禮、上不禮、而下非齊。下無禮、以必有罪。是以、群臣有禮、位次不亂。百姓有禮、國家自治。

五曰、絶餮棄欲、明辨訴訟。其百姓之訟、一日千事。一日尚爾、況乎累歲。頃治訟者、得利爲常、見賄聽讞。便有財之訟、如石投水。乏者之訴、似水投石。是以貧民、則不知所由。臣道亦於焉闕。

六曰、懲惡勸善、古之良典。是以无匿人善、見惡必匡。其諂詐者、則爲覆國家之利器、爲絶人民之鋒劔。亦佞媚者、對上則好說下過、逢下則誹謗上失。其如此人、皆无忠於君、无仁於民。是大亂之本也。

七曰、人各有任。掌宜不濫。其賢哲任官、頌音則起。奸者有官、禍亂則繁。世少生知。剋念作聖。事無大少、得人必治。時無急緩。遇賢自寬。因此國家永久、社禝勿危。故古聖王、爲官以求人、爲人不求官。

八曰、群卿百寮、早朝晏退。公事靡盬。終日難盡。是以、遲朝不逮于急。早退必事不盡。

九曰、信是義本。毎事有信。其善惡成敗、要在于信。群臣共信、何事不成。群臣无信、萬事悉敗。

十曰、絶忿棄瞋、不怒人違。人皆有心。々各有執。彼是則我非。我是則彼非。我必非聖。彼必非愚。共是凡夫耳。是非之理、詎能可定。相共賢愚、如鐶无端。是以、彼人雖瞋、還恐我失。我獨雖得、從衆同擧。

十一曰、明察功過、賞罰必當。日者賞不在功。罰不在罪。執事群卿、宜明賞罰。

十二曰、國司國造、勿斂百姓。國非二君。民無兩主。率土兆民、以王爲主。所任官司、皆是王臣。何敢與公、賦斂百姓。

十三曰、諸任官者、同知職掌。或病或使、有闕於事。然得知之日、和如曾識。其以非與聞。勿防公務。

十四曰、群臣百寮、無有嫉妬。我旣嫉人、々亦嫉我。嫉妬之患、不知其極。所以、智勝於己則不悦。才優於己則嫉妬。是以、五百之乃今遇賢。千載以難待一聖。其不得賢聖。何以治國。

十五曰、背私向公、是臣之道矣。凡人有私必有恨。有憾必非同、非同則以私妨公。憾起則違制害法。故初章云、上下和諧、其亦是情歟。

十六曰、使民以時、古之良典。故冬月有間、以可使民。從春至秋、農桑之節。不可使民。其不農何食。不桑何服。

十七曰、夫事不可獨斷。必與衆宜論。少事是輕。不可必衆。唯逮論大事、若疑有失。故與衆相辯、辭則得理。

 — 《日本書紀》第二十二卷 丰御食炊屋姬天皇 推古天皇 十二年夏四月条

### 现代汉语翻译
夏四月一日，皇太子（圣德太子）亲自起草并制定了宪法十七条。
第一条。以和谐为圭臬，不冲突为宗旨。每个人心里都有偏见，明事理之人并不多。所以，（人们）可能会不遵从父辈和君主（的旨意），可能会与乡邻发生争斗。如果能和睦相处、平心论事，那么事情和道理自然就能理顺明了。（若人皆如此），还有什么事情是办不到的呢？
第二条。笃信敬畏三宝（三宝即佛、法、僧）。（三宝）是众生终究的归宿，是万物的最终信仰。无论是哪个时代，哪地出身之人，无不以此为教法。人若表现出罪恶，（三宝）可教化人心（使其向善）。若不敬奉三宝，将无法区分是非分明、真善丑恶。
第三条。承接诏书和旨意时务必慎重。君为天，臣为地，天覆盖着地，地承载着天。（正因如此）四季顺畅运行，万物苍灵通达。大地需要天的覆盖（保护），才能生机盎然。所以说，君之所言，臣子应承。因故承接诏书和旨意务必谨慎，若不谨慎对待则会出现（秩序）问题。
第四条。朝野上下，公卿大臣，都应以礼教为根本。治理天下黎民之根本，唯礼教为其根基。若朝中无礼数，民间乡野也不会遵从礼教。这必然会导致社会出现罪恶。所以，群臣百僚，必须通达礼数，官阶次第才能不乱。（若如是则）百姓黎民知晓礼教，国家就可以无为而治了。
第五条。
杜绝贪欲，分明诉讼。百姓的诉讼案件多如牛毛，每日杂案成千上百，何况经年累月。以往处理诉讼的人，往往将获利视为常事，收受贿赂以定裁决。有钱人的诉讼，如同将水倒入水中，畅通无阻；而贫穷人的诉讼，则如同将水泼在石头上，毫无结果。因此，穷苦百姓无处申冤，臣子的职责也因此有所缺失。
第六条。
惩治恶行，劝导善行，是自古以来的优良典范。因此，对于人们的善行不可隐匿，应及时表扬；而见到恶行，则必须加以惩戒。谄媚欺诈之人，是毁灭国家利益的利器，是摧残百姓的锋利刀剑。这种阿谀奉承之人，对上善于挑拨下属的过失，对下又诽谤君主的过错。这种人既不忠于君主，也无仁于百姓，是引发社会动乱的根源。
第七条。
每个人都应各司其职，应恰当地担任自己的职责。贤能之人任官，便会带来赞颂的声音；奸邪之人掌权，祸乱便会滋生。世上少有人天生聪明，但通过刻苦学习可使自己成圣。无论事情大小，得其人便能治理；无论时间紧迫与否，遇到贤能之人便能从容应对。因此，国家才能长久安定，社稷免于危难。所以，古代圣明的君王，选官是为了找到贤才，而不是为人安排官职。
第八条。
群臣百官应早晨上朝、晚间退朝。处理政务不能有所怠慢，终日之事难以尽完。因此，迟到上朝无法应对紧急事务，早退则会导致事情未能完成。
第九条。
诚信是义理的根本，凡事都必须讲求诚信。无论善恶成败，关键在于诚信。群臣若能彼此信任，何事不可成就；若无诚信，万事皆会失败。
第十条。
杜绝忿怒，摒弃嗔恨，不应因他人违逆而发怒。人皆有心，各有所执。他对则我错，我对则他错。我未必圣明，他也未必愚钝。大家不过是凡夫俗子罢了，是非之理焉能定论？贤愚互存，如环无端。因此，虽然他人愤怒，我也须警惕自己的过失。我虽独自正确，但仍应从众共议。
第十一条。
明察功过，赏罚务必公正。近日赏赐不符功绩，惩罚不合罪责。执政的大臣和群臣，应当清晰明辨赏罚。
第十二条。
国司和国造不得苛敛百姓。国家只有一君，百姓只能有一主。全土的百姓以君王为主，受命的官吏皆是王臣，怎敢私自向百姓征赋。
第十三条。
所有官员应共同知晓职务职责。若有人因病或差使而耽误事务，他人应了解情况，协调补位。如有不得知晓的事务，不应影响公共事务的正常运行。
第十四条。
群臣百官不得怀有嫉妒之心。我若嫉妒他人，他人亦会嫉妒我。嫉妒之祸，无穷无尽。因此，见到比自己智慧高超的人便不愉快，发现他人才能胜过自己则心生嫉妒。正因为如此，五百年难遇一贤人，千载难逢一圣人。若贤圣难得，国家如何治理？
第十五条。
抛弃私情，追求公义，这是臣子的本分。凡人有私心便会生怨恨，怨恨生则意见不同，意见不统一则因私害公。怨恨滋生则破坏制度、损害法律。因此，开篇即强调上下和谐，也正是这个道理。
第十六条。
使用民力应当合乎时宜，这是古代的良好典范。因此，冬季闲暇时，可以动员民力。春至秋为耕作和采桑的季节，不可役使百姓。若不种田何以为食？若不采桑何以御寒？
第十七条。
事务不可独断，必须与众人商议。小事可以轻决，无需众议，但重大事务若有疑虑，应与众人辩论，共同讨论以求妥当，确保决策得当。
— 引自《日本书纪》卷二十二《丰御食炊屋姬天皇》推古天皇十二年

### 内容流传
十七条全文大体上可分为两种流传方式：
1. 通过从其它文献中摘录。诸如《日本书纪》推古天皇十二年条、《圣德太子传历》上卷推古天皇十二年条、《拾芥抄》诸教芥部第十六等文献中皆收录有全文，因此便从中摘录。
2. 通过单独记录全文的写本。诸如大原三千原所藏1173年（承安3年）写本、法隆寺所藏1285年（弘安8年）模板，此二者为现存已知存世最古者。

时下普遍认为目前所流传的十七条全文各版本皆抄录自《日本书纪》推古天皇十二年条，但是仍存在一些观点认为是《日本书纪》引用《圣德太子传历》与《拾芥抄》的内容；另外学者尾崎雅嘉则认为目前流传的全文或源自《日本书纪》之外的底本，乃至是从所谓太子手书本中流传而来。:1-2

## 概要与解读

### 概要
公元600年（隋开皇二十年，推古天皇八年）日本派出了第一批遣隋使，隋文帝听闻日本的政治现状后批评此“太無義理”，并训令日本改革其政治制度。
|                        | 開皇二十年……上令所司訪其風俗。使者言倭王以天為兄，以日為弟，天未明時出聽政，跏趺坐，日出便停理務，云委我弟。高祖曰：「此太無義理。」於是訓令改之。 |
| ——《隋书·列传·倭國传》 | |

有书籍指出，作为对隋文帝“训令”的回应，大和朝廷相继在603年（推古天皇十一年）新建了小墾田宫，在604年（推古天皇十二年）制定了冠位十二阶，同年制定的《十七条宪法》也与前述二者一道构成了这一时期的一系列政治改革举措。:6,173-174
十七条的“宪法”一词，可参见《国语·晋语》中“赏善罚奸，国之宪法也”以及《管子·七法》中“有一體之治，故能出號令，明憲法矣”兩句。:180
十七条总体在行文上呈现观念及训戒的特征，各条由两部分组成：开头的内容为纲领，其后为对纲领的解释说明，全文多采用对句形式；另外第八条与第十条中也对大小官员做出了“早朝晏退”等颇为具体的指示性话语；在思想上呈现出以儒家思想为框架的特征，但同时也分别在第二条、第十条中显示了佛教思想，第十一条中显示了法家思想。:181,183,184,561
十七条在文风上的特征不同学者也有不同的观点。斋藤拙堂認爲文风“具有汉魏遗风”；冈田正之认为文风“颇为类似于先秦文字”，与《北史·后周书·苏绰传》中的六條詔書、北齊的五條诏书相類似；小島憲之认为十七条传达了与敦煌本《十戒经》当中“十戒”部分内容相类似的佛典教化。:560
有关十七条的数量，冈田正之参照《管子·五行》中“夫道以九制、地理以八制”与《春秋·纬书》中“阴数极于九”、“阳数极于八”云云语句，认为法条数量十七为合算九、八二数，旨在传达协和天地之道归为一统的思想。:561姉崎正治则參考太子作《维摩经义疏》（《三经义疏》中一部）中《佛国品》章“就‘第一正明万善是净土因’中，凡有十七事，不可配怡随文直释也”一句，認爲十七條的數量乃是太子本人對所谓菩萨心性“凡十七事”的追求。:83:15

### 十七条中的儒家思想
十七条中诸多条文可以看出有儒家思想的存在。诸如第一条中“以和为贵，无忤为宗”一句可参照《礼记·儒行》“礼之以和为贵”及《论语·学而》中“礼之用，和为贵”两句。第四条中阐述了“礼”的重要性:36，第六条提出“劝善惩恶”的理念:40。:181-183

### 十七条中的佛教思想
宪法第二条中提到的“三宝”以及第十条提到的“忿”和“瞋”皆是佛教用语，显示了佛教思想在宪法中的存在。另外由于宪法第一条并未如同儒家典籍中那样去强调“礼”与“和”之间的关系，由此学界存在着将“和”解读为佛教中“和合”的论述。:181,184。

### 十七条中的法家思想
同时，第十一条中关于“信赏必罚”的论述则可参照《韩非子·说疑》中“凡治之大者，非谓其赏罚之当也”以及同书《主道》中“功当其事，事当其言，则赏；功不当其事，事不当其言，则诛”两句，该条是宪法融合法家思想的有力证据。:184

## 争议

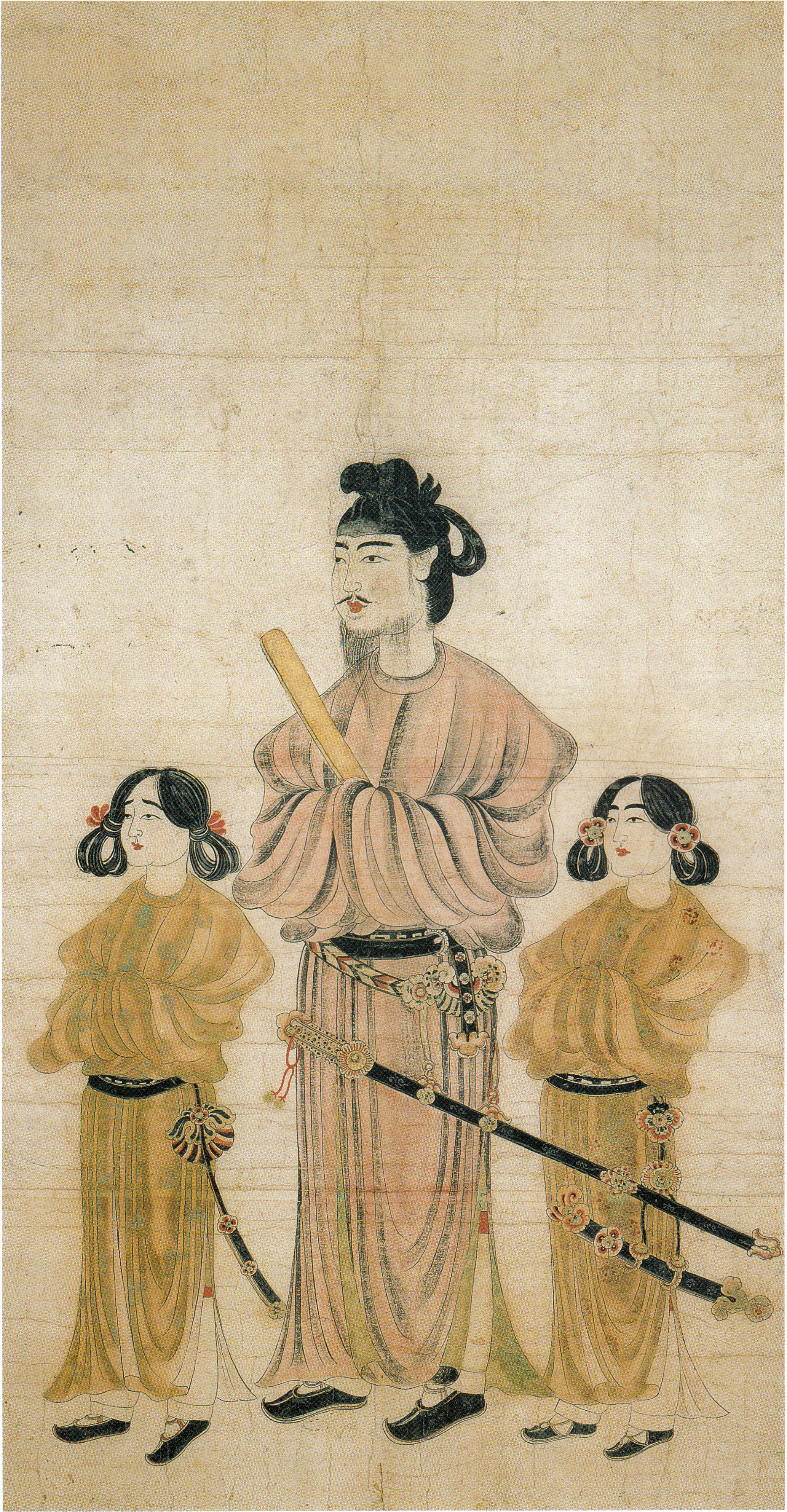
存世最为古老的圣德太子画像，十七条的真实性争议古来有之，当代

### 创立时间争议
關於《憲法十七條》的制定时间，史料共有三种说法：
1. 根据《日本书纪》和《先代旧事本纪》的记载，《十七条宪法》于公元604年（推古天皇十二年）四月制定[7]:136；
2. 根据《上宫圣德法王帝说》的记载，《十七条宪法》于公元605年（少治田天皇在位的乙丑年，即推古天皇十三年）七月制定[8]；
3. 根据《一心戒文》记载，《十七条宪法》于公元602年（推古天皇十年）十二月制定[9]:傳述一心戒文下卷-12。

冈田正之注意到604年恰为甲子年，加之《易纬》中有“甲子为革令”的说法，认为有关604年的记载或是依照谶纬之学附会的结果:180。

### 真实性争议
关于《十七条宪法》为后世创作的观点由来已久，其真实性至今仍存在争议。
江户后期的学者狩谷棭斋在《文教温故批考》中提出：
“认为《十七条宪法》是圣德太子亲笔所作是错误的，这应该是《日本书纪》作者的润色之作。在《日本书纪》中，从未有任何直接引用作者全文的例子，可知十七条亦并非太子之真面目。如果我们承认十七条是太子之真面目，那是否也可以认为神武天皇的诏书也是当时创作的呢？”
由此，狩谷认为《十七条宪法》是《日本书纪》编纂者的创作。:124
津田左右吉在1930年（昭和五年）出版的《日本上代史研究》中提出，《十七条宪法》中使用的“国司”和“国造”等术语、对国家体制的阐述以及有关规范群臣行为的内容与推古朝的国家制度并不吻合，反倒是更符合大化改新之后官僚体制与中央直辖的特征，认为十七条应该是大化改新后大和朝廷为规范大小官僚，参照《晋书·武帝纪》中六条及五条诏书制定的产物，并假托作者为圣德太子。:180-189:184,560
|                   | ……（咸熙二年十一月）乙未，令諸郡中正以六條舉淹滯：一曰忠恪匪躬，二曰孝敬盡禮，三曰友于兄弟，四曰潔身勞謙，五曰信義可復，六曰學以爲己。……（泰始四年）十二月，班五條詔書於郡國：一曰正身，二曰勤百姓，三曰撫孤寡，四曰敦本息末，五曰去人事。…… |
| ——《晋书·武帝纪》 | |

针对津田的观点，1965年（昭和四十年）坂本太郎等四位学者注解《日本古典文学大系》收录的《日本书纪》时指出，当时也有观点认为大化改新之前所临时派遣的官员亦可称之“国司”，若是这种观点正确，那十七条中出现国司一词也并不奇怪。另外同书中皇极二年冬十月条中也有“国司”的记载。:185另外坂本太郎也在1979年（昭和54年）出版的《圣德太子》中反驳，“国司”一职在推古朝可能已经存在。尽管律令制尚未确立，但当时（推古朝）已有一定程度的官僚制度，因此《日本书纪》中关于这些内容的记述是可以接受的。:92
森博达在1999年出版的《解开日本书纪之谜》中提出，《十七条宪法》中的汉文存在明显的日本化特点（即和习），与7世纪的书写风格并不一致，可能是在《日本书纪》编纂过程中创作或改编的。他还指出，《日本书纪》推古纪中的某些错字与误记在《十七条宪法》中也有所体现，例如“少事是轻”原本应为“小事是轻”，这种误写在推古纪中频繁出现。基于此，森博达推测，《十七条宪法》在《日本书纪》编纂时可能经过润色或改写。虽然圣德太子可能确实曾制定过原本的《十七条宪法》，但这一点缺乏直接证据，因此目前更倾向于认为其为后世的创作。
吉川真司在2011年出版的《系列日本古代史3 飞鸟之都》中指出，《十七条宪法》的内容是君主制和官僚制下理所当然的准则，第一条和第二条强调佛教（二条）和礼（四条），与推古朝的政治方针一致。《十七条宪法》中提到的“国造”称谓也并不一定仅限于律令体制。吉川认为，尽管可能存在后世的润色，但《十七条宪法》基本可以视为推古朝的产物。

### 《先代旧事本纪大成经》记载
《先代旧事本纪大成经》卷七十《宪法本纪》中记载，公元604年（推古天皇十二年）五月圣德太子颁布了《通蒙宪法》，六月颁布了《政家宪法》，十月则颁布了《儒士宪法》《神职宪法》和《释氏宪法》。这五部宪法各有十七条，共计八十五条。其中，《通蒙宪法》的内容与《日本书纪》所载的《宪法十七条》基本一致。然而，《日本书纪》中第二条的“篤敬三宝。三宝者佛法僧也。”在《通蒙宪法》中被改至第十七条，并且内容修改为“篤敬三法、其三法者、儒、佛、神也”。但《大成经》在江户时代被认为是僧人潮音撰写的伪书。

## 后世影响
《十七条》问世后，后世的一些律令文献屡屡提及其名：诸如820年（弘仁十一年）編纂的法令集《弘仁格式》的序言（《弘仁格式序》）提及十七條時以“國家制法自兹始焉”作评；九世纪后期贞观年间的法条注释集《令集解》中也可见圣德太子“制令”的记载:82:180:7。
久之，《十七条》的意义便开始不局限于“自兹始焉”的开山地位，也逐渐成为“太子信仰”这一政治信仰的载体:82。诸如藤原赖长在其日記《台记》中提及其于1143年（康治二年）十月廿二参访四天王寺时，在圣德太子灵前作出了“若摄录天下之时，愿任十七条宪法行之”的誓愿；依据《台记》的其他记载，赖长在此后的行事中也贯彻了“有误谬改正”等《十七条》中有所提及的思想指引。藤原伊通晚年在其呈奉御览的意见书（即《大槐秘抄》）中也抄录了十七条的内容。:57-58另外，在《平家物语》第二卷《教训状》中，平重盛向其父平清盛谏言时引用了十七条中第十条的内容。:173
作为信仰的载体，日本的一些后世方针条文也在形式、理念上可见《十七条》的影子。诸如作为室町幕府施政方针的《建武式目》中，第十三条“可专礼节事”与《十七条宪法》中第四条类似，且数量上同《十七条》。另外《朝仓孝景十七条》、《禁中并公家诸法度》的条文数量也恰与《十七条宪法》一致。:82
另外，花山信胜等学者指出明治天皇發表的《五条御誓文》与《十七条》的理念一脉相承:85-86。